# 興民邨
興民邨（英語：Hing Man Estate）是香港其中一個公共屋邨，項目編號為HK03，位於香港島東區柴灣峽大潭道的山坡上。
目前邨內人口老化，據2011年香港人口普查統計，邨內約有900名65歲或以上的居民。

## 屋邨資料
興民邨於1982年12月至1983年3月分3座落成，建有3幢45層高的錯層式十字型出租公屋，為香港首個超過40層高的公共屋邨，曾經保持全港最高公共屋邨記錄達23年之久，其後於2005年由47層高的油麗邨打破此記錄。本邨建有高架道路連接鄰近的興華（二）邨及大潭道，單位面積由24.68平方米至51.44平方米不等，共有1,999個單位，由巴馬丹拿建築及工程師設計，順成建築工程承建。

### 現時樓宇
| 樓宇名稱（座號） | 樓宇類型                          | 落成年份 | 層數 | 每層伙數                          | 每座單位總數（伙） | 建築師               | 承建商       | 原有升降機的廠商 | 更換後升降機的廠商 |
| ---------------- | --------------------------------- | -------- | ---- | --------------------------------- | ------------------ | -------------------- | ------------ | ---------------- | ------------------ |
| 民逸樓（A座）    | 非標準型 （錯層式十字型設計大廈） | 1982年   | 45   | 1-18 （不同座數及層數，伙數不同） | 676                | 巴馬丹拿建築及工程師 | 順成建築工程 | 東芝             | 奧的斯             |
| 民澤樓（B座）    | 非標準型 （錯層式十字型設計大廈） | 1983年   | 45   | 1-18 （不同座數及層數，伙數不同） | 667                | 巴馬丹拿建築及工程師 | 順成建築工程 | 東芝             | 奧的斯             |
| 民富樓（C座）    | 非標準型 （錯層式十字型設計大廈） | 1983年   | 45   | 1-18 （不同座數及層數，伙數不同） | 656                | 巴馬丹拿建築及工程師 | 順成建築工程 | 東芝             | 奧的斯             |

### 樓宇設計
興民邨各座住宅樓宇採用了像沙田穗禾苑般的錯層式十字型平面佈局，大廈結構組織嚴密，梯間全部作開放式設計，每3層一組電梯大堂及垃圾房，所以電梯只能到達G、3、6、9、12、15、18、21、24、27、30、33、36、39及42樓，而大部份住宅單位樓層也沒有電梯直達，對殘疾人士或會構成不便。
當中14，29及44樓的電梯大堂位置為電梯機房及泵房，建築師將2-3個單位為一組，共分八組，每組各設1道樓梯，每兩組一道走火樓梯，每層最多18個單位，這設計有別於一般出租公屋長走廊的設計，有助通風及採光，促進鄰舍溝通，加強社區關係，有助減低罪案問題。而38樓至44樓的天台採用階梯式設計，使住戶有更多戶外活動空間之餘，還令住宅單位景觀更開揚。

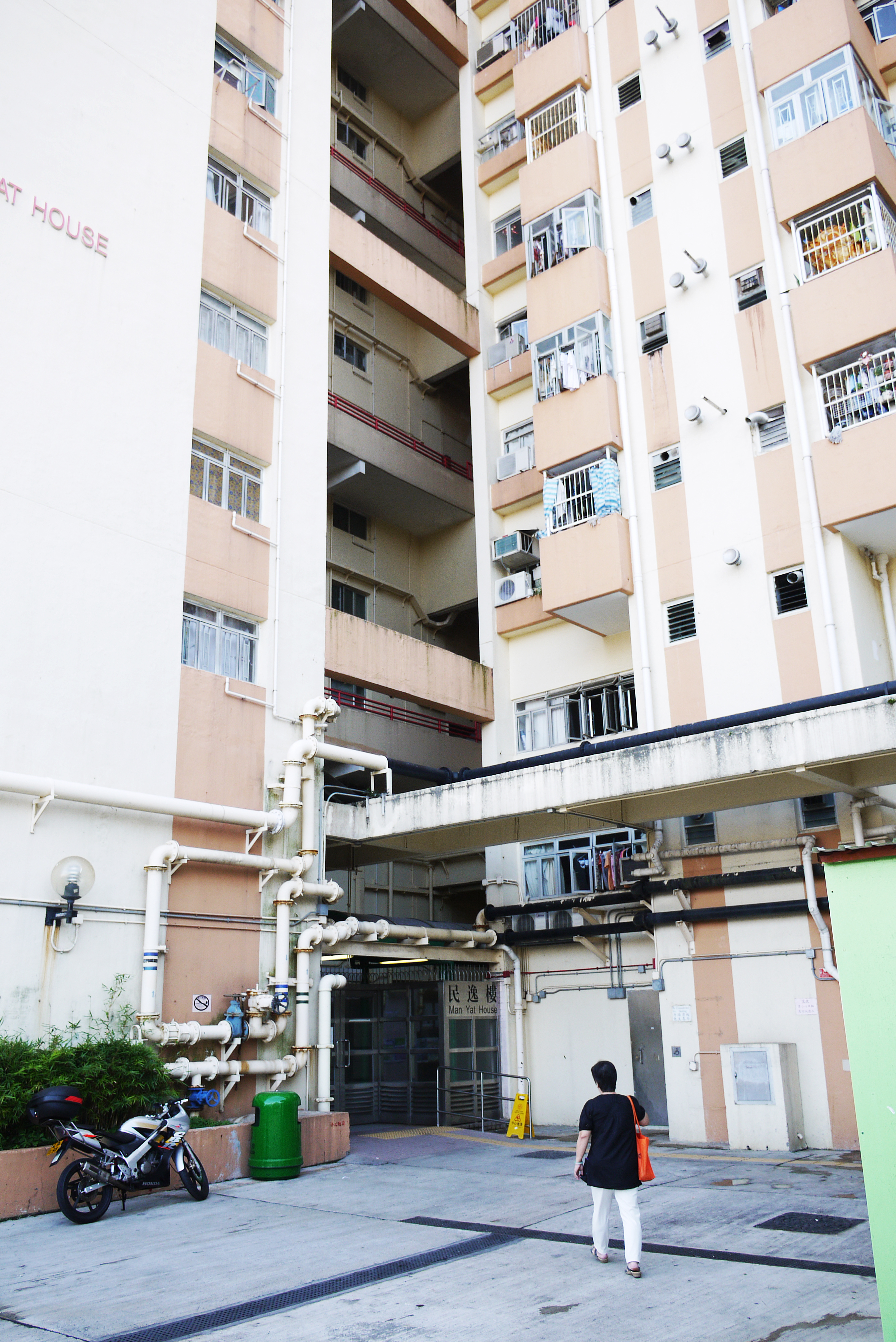
正門入口
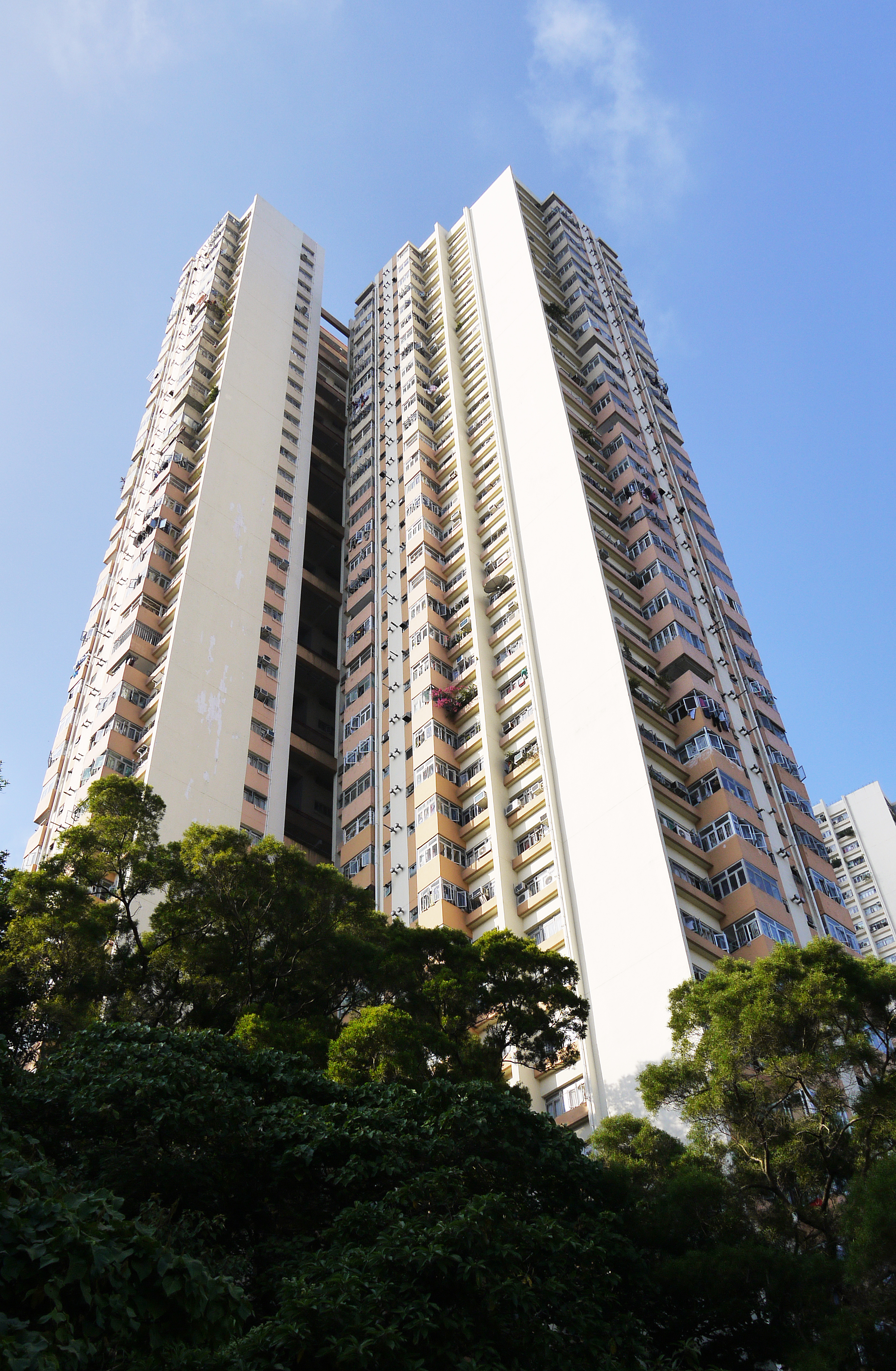
立面
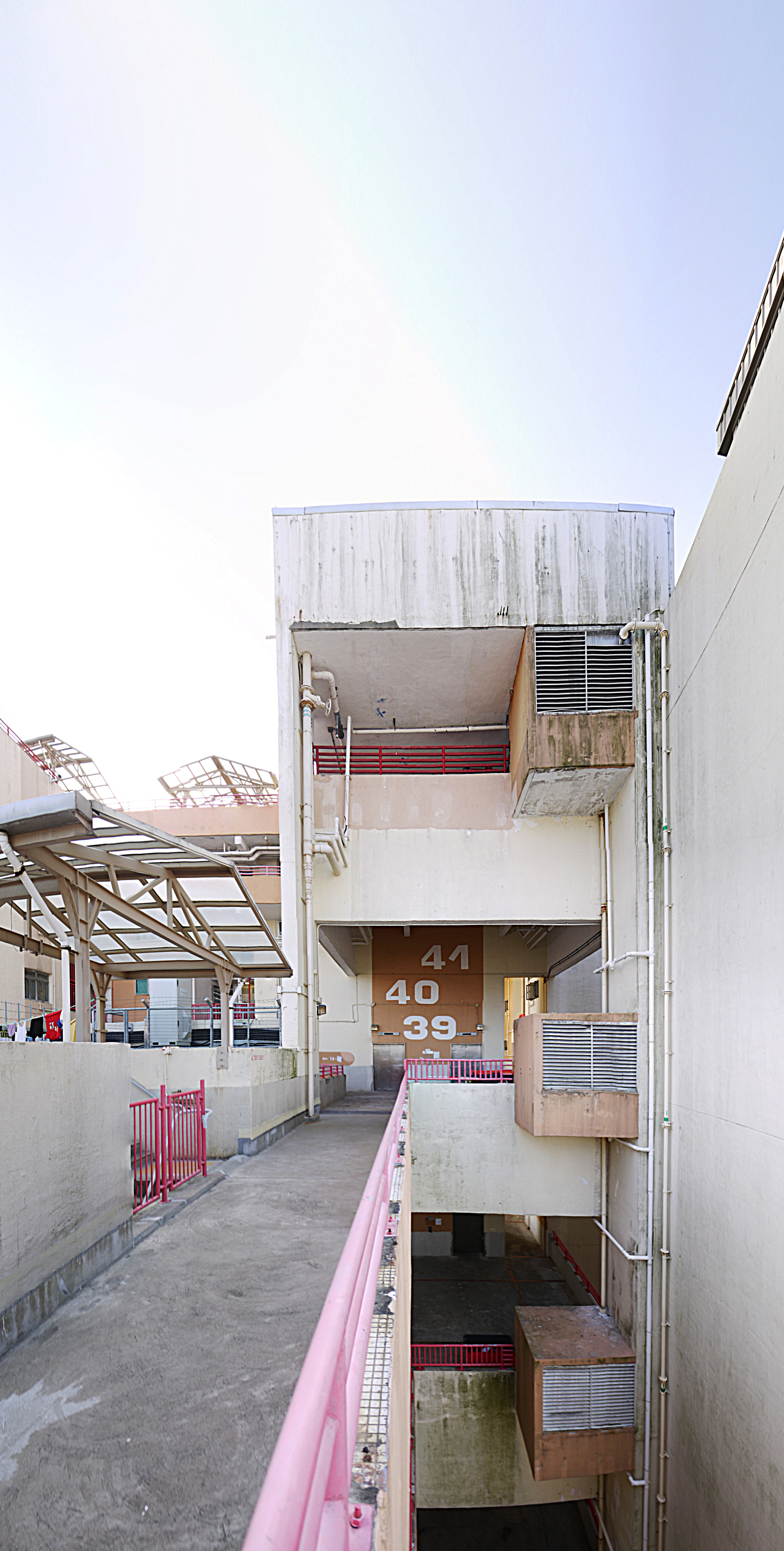
39樓開放式走廊
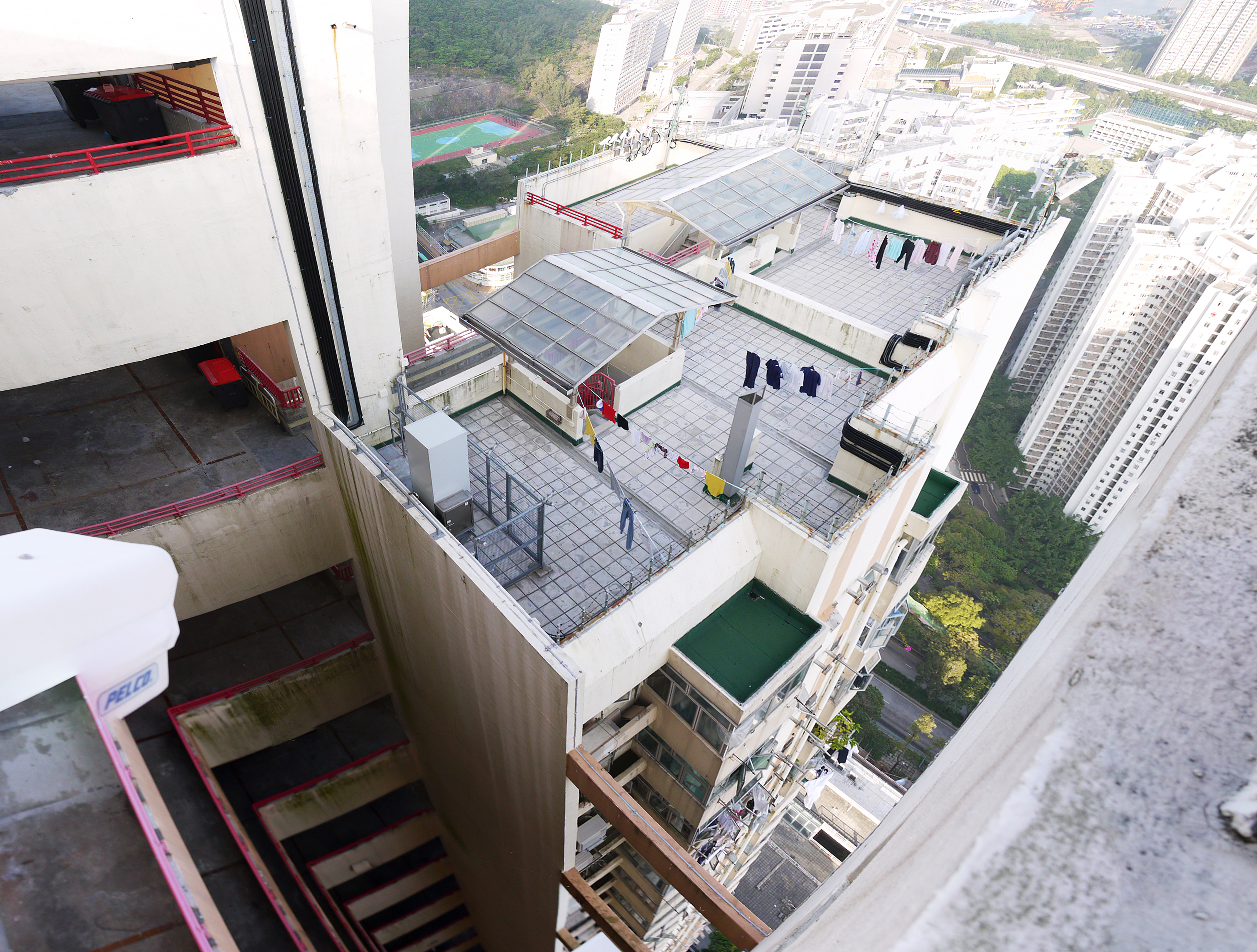
階梯形天台
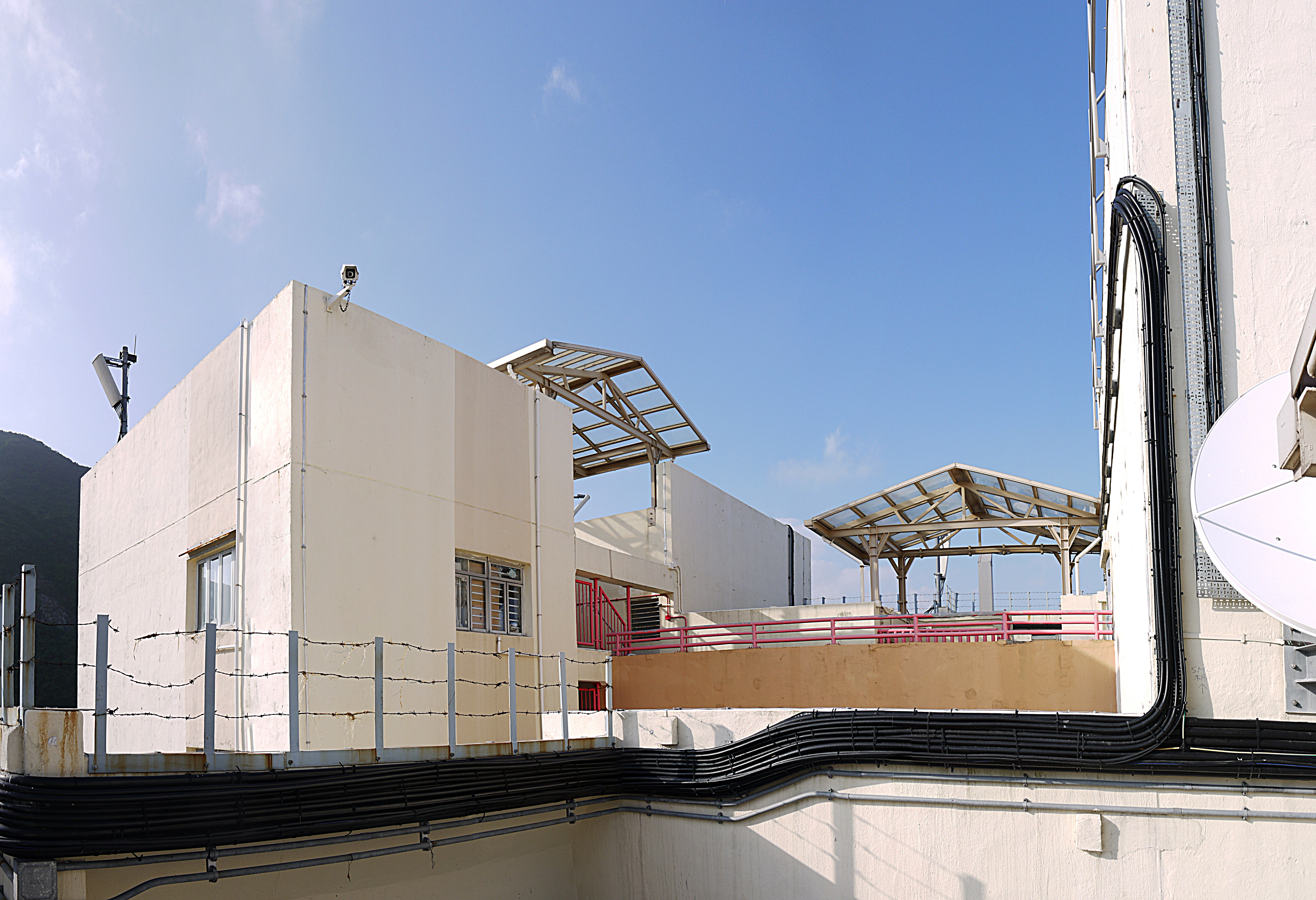
44樓頂層單位
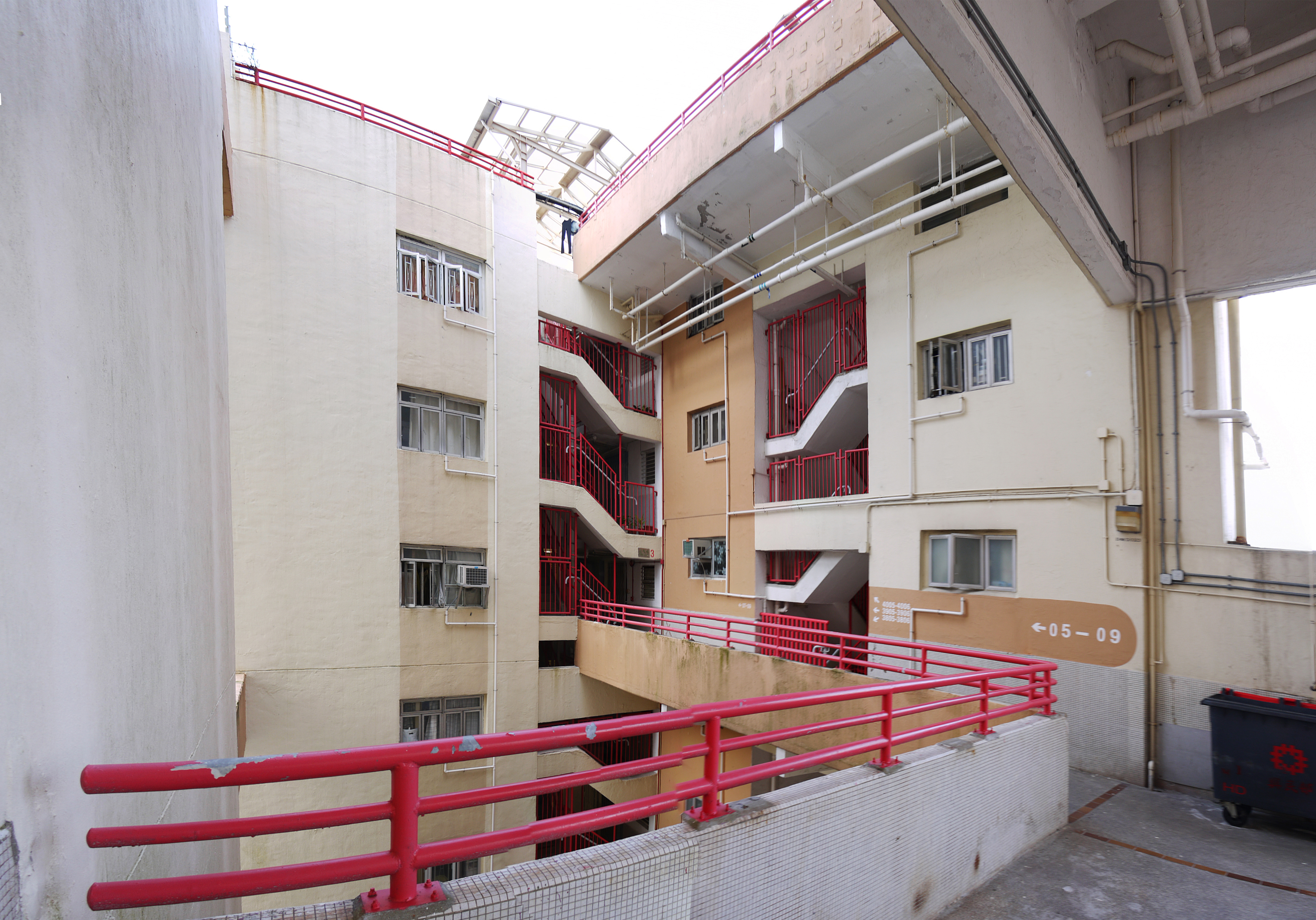
開放式走廊
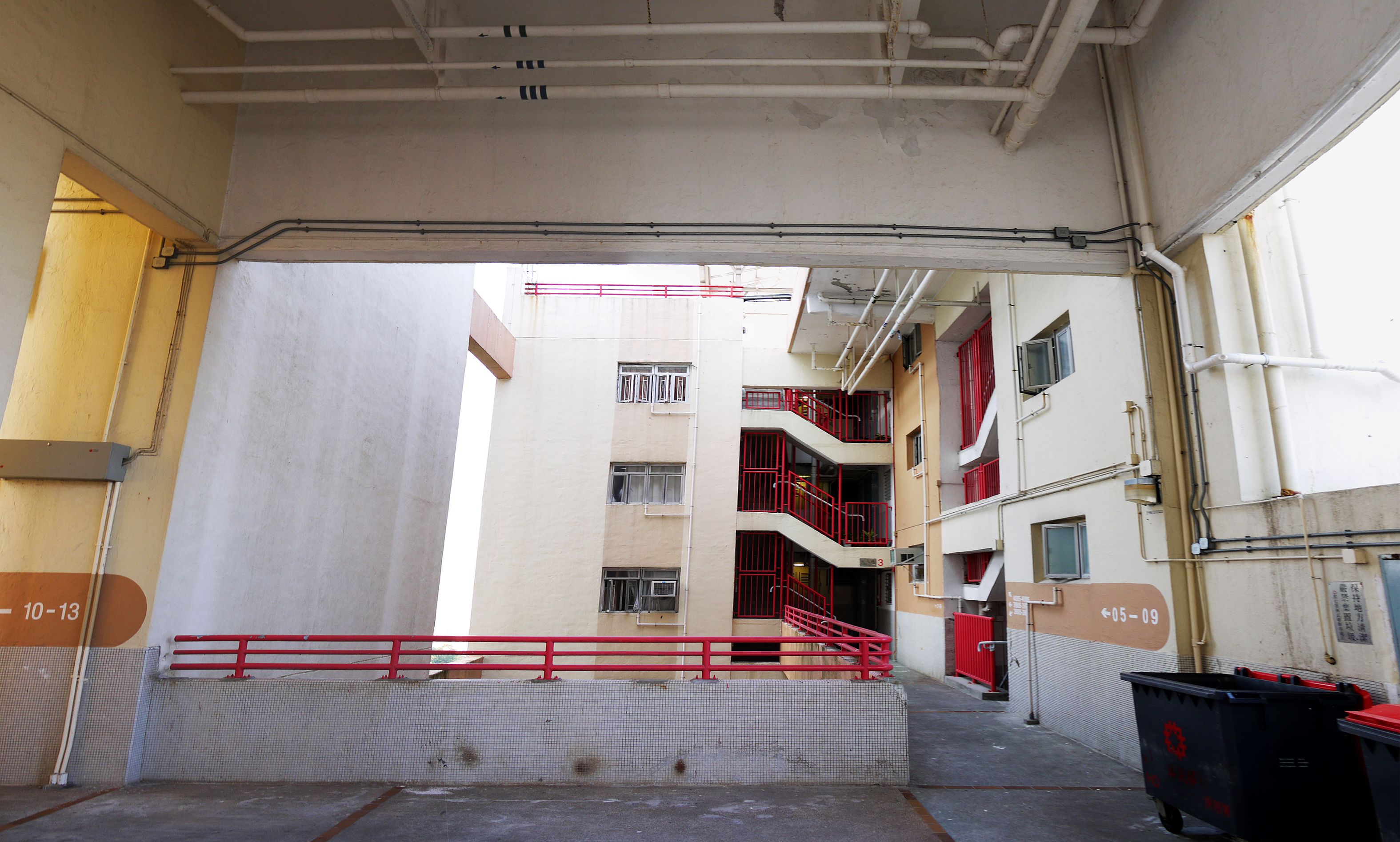
三層高電梯大堂
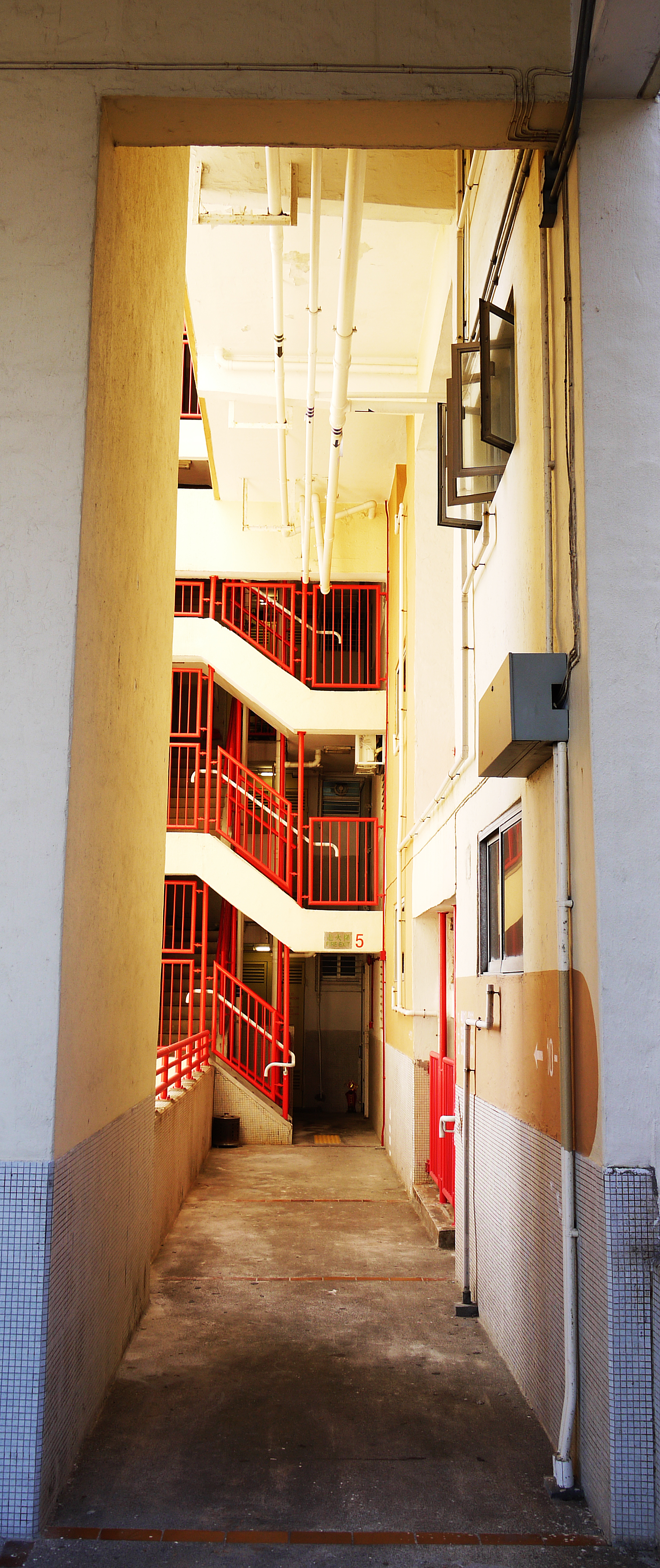
三層高走廊
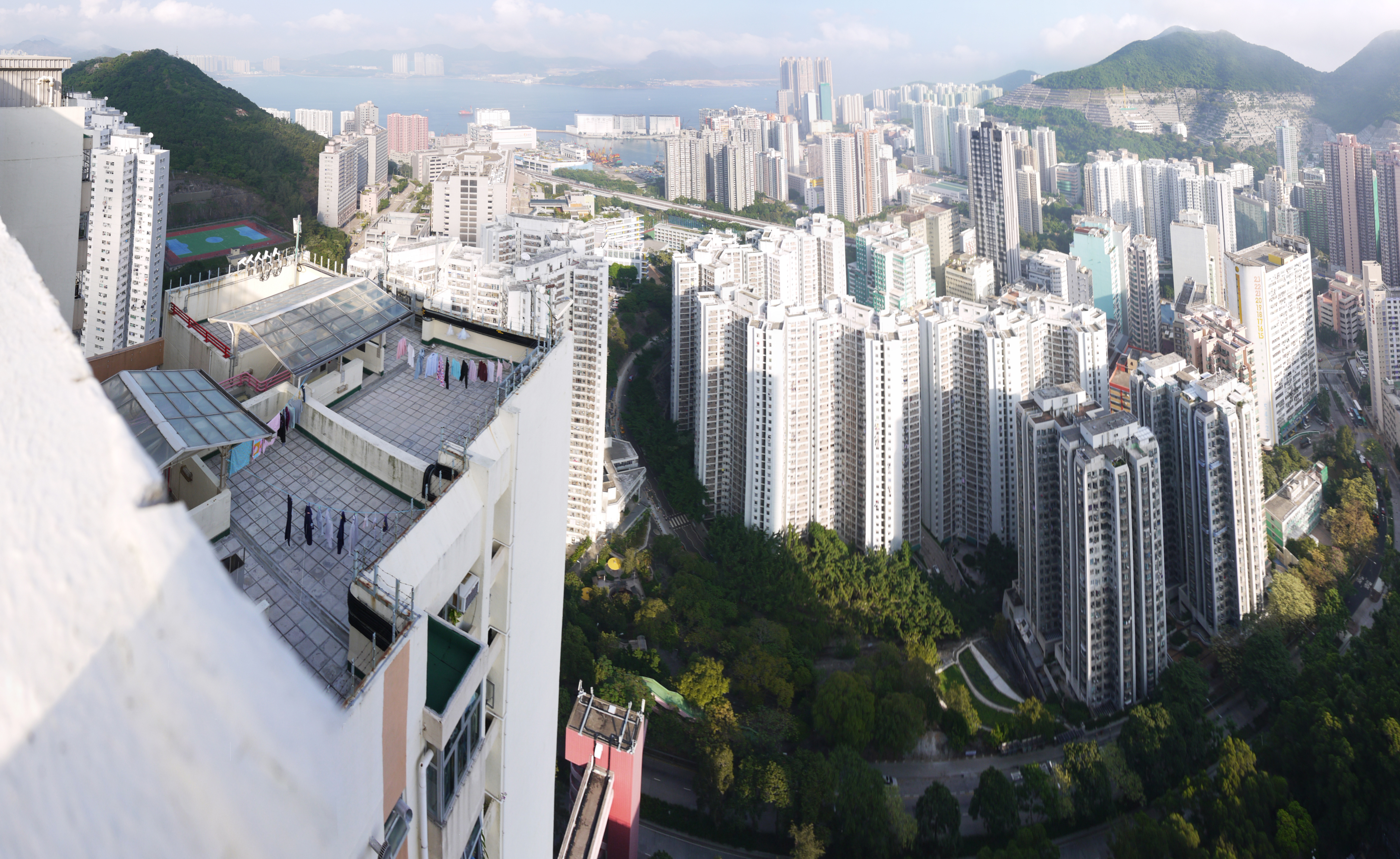
天台可享開揚視野

### 住宅單位
興民邨的住宅單位設計考慮到通風、採光、景觀的因素，單位除廚房及浴室（附淋浴間）外，內部並沒有固定間格，但窗戶位置已按預計的房間位置設定好，住戶可按需要分間成1房至3房單位。
單位內部設置對流窗，三面單邊的大型露台及花槽等。另外單位在入伙時已設有一個懸掛式鋁質晒衣架，全屋已裝設好鋁窗及每戶於地下大堂設有信箱一個。

### 單位面積
| 單位                     | 室內樓面面積（編配標凖） |
| 01室                     | 39.17平方米（4人單位）   |
| 02、05、06、11、14及15室 | 31.86平方米（3人單位）   |
| 03及12室                 | 51.44平方米（6人單位）   |
| 04、09、13及18室         | 42.21平方米（4人單位）   |
| 07及16室                 | 25.62平方米（2人單位）   |
| 08及17室                 | 24.68平方米（2人單位）   |

## 教育設施

### 幼稚園
- 基督教香港信義會興民幼兒學校 (舊校名稱: 粵南信義會腓力堂興民幼兒學園)（1983年創辦）（位於興民邨社區中心第3層）

### 中學
- 茵維特中學（柴灣）[2]

## 邨內設施

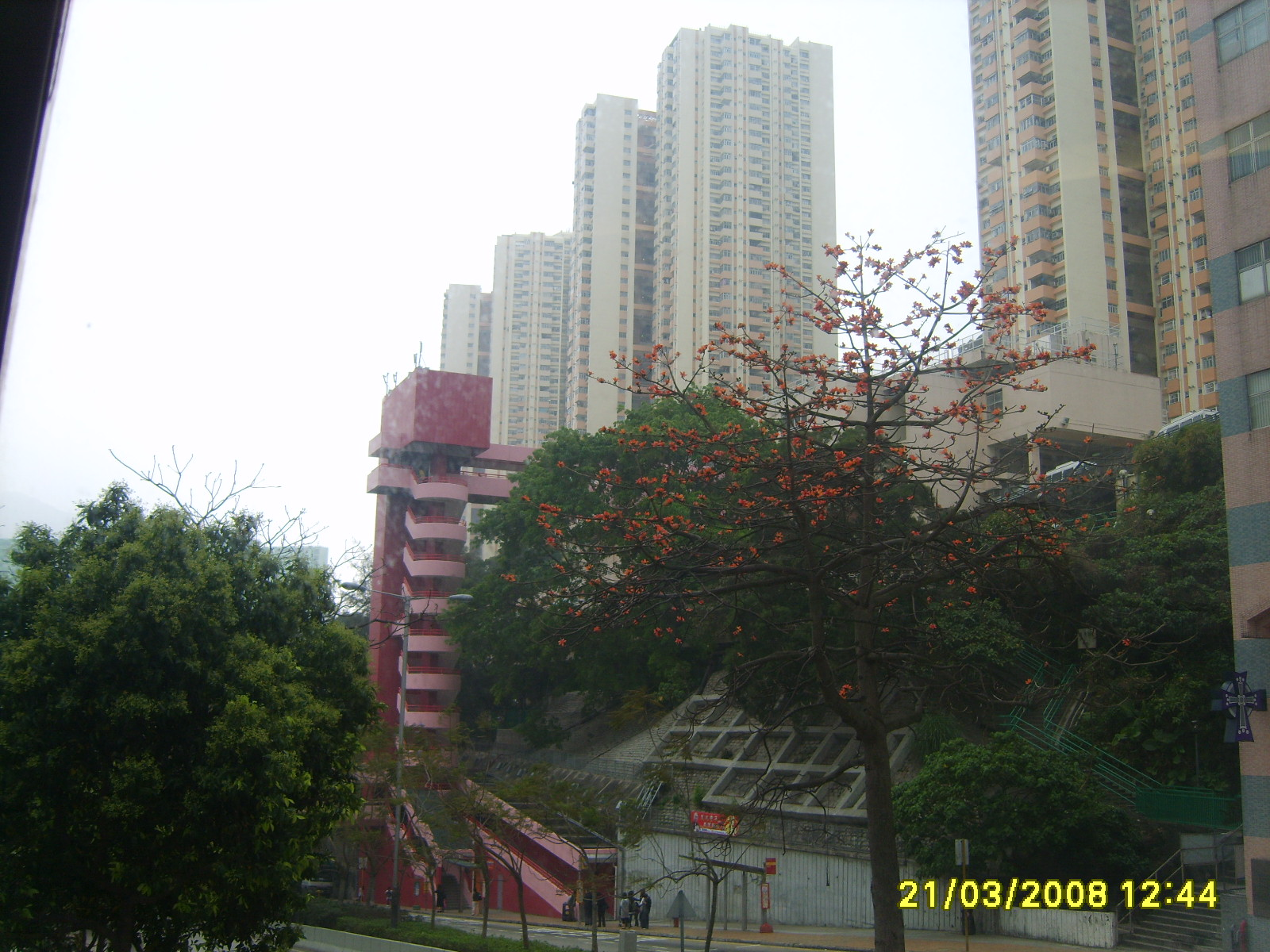
升降機塔

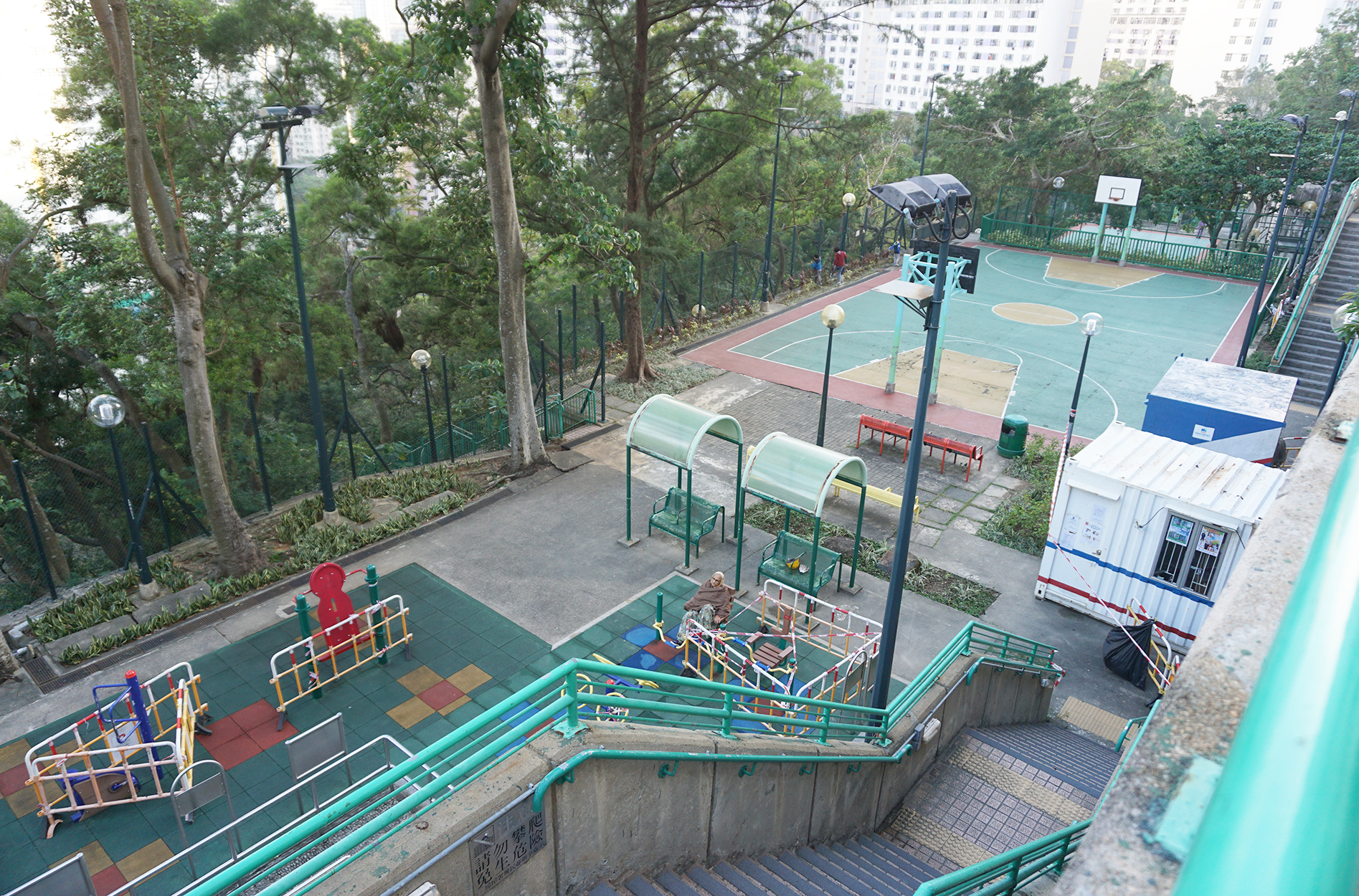
健體區及籃球場

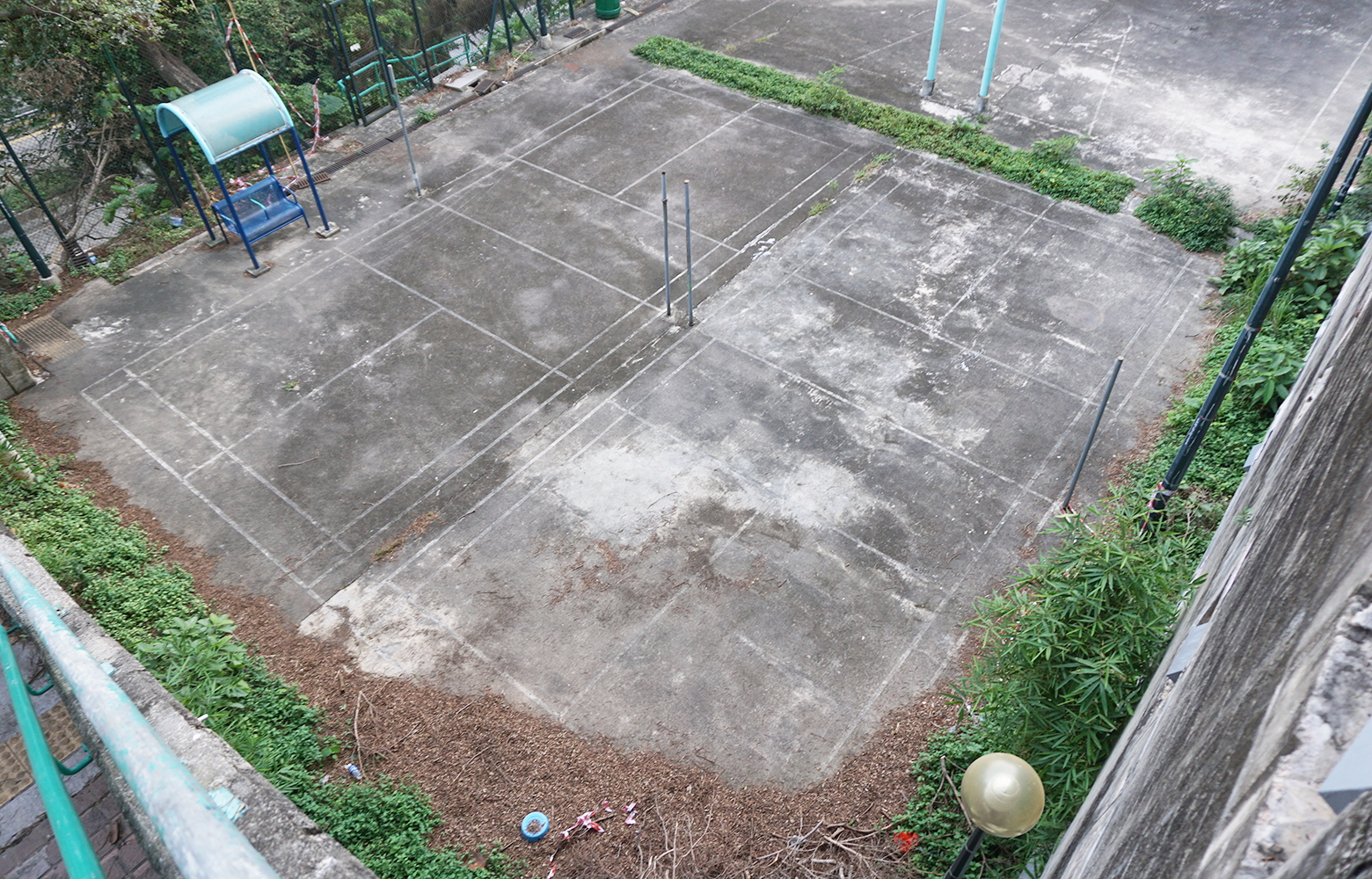
羽毛球場

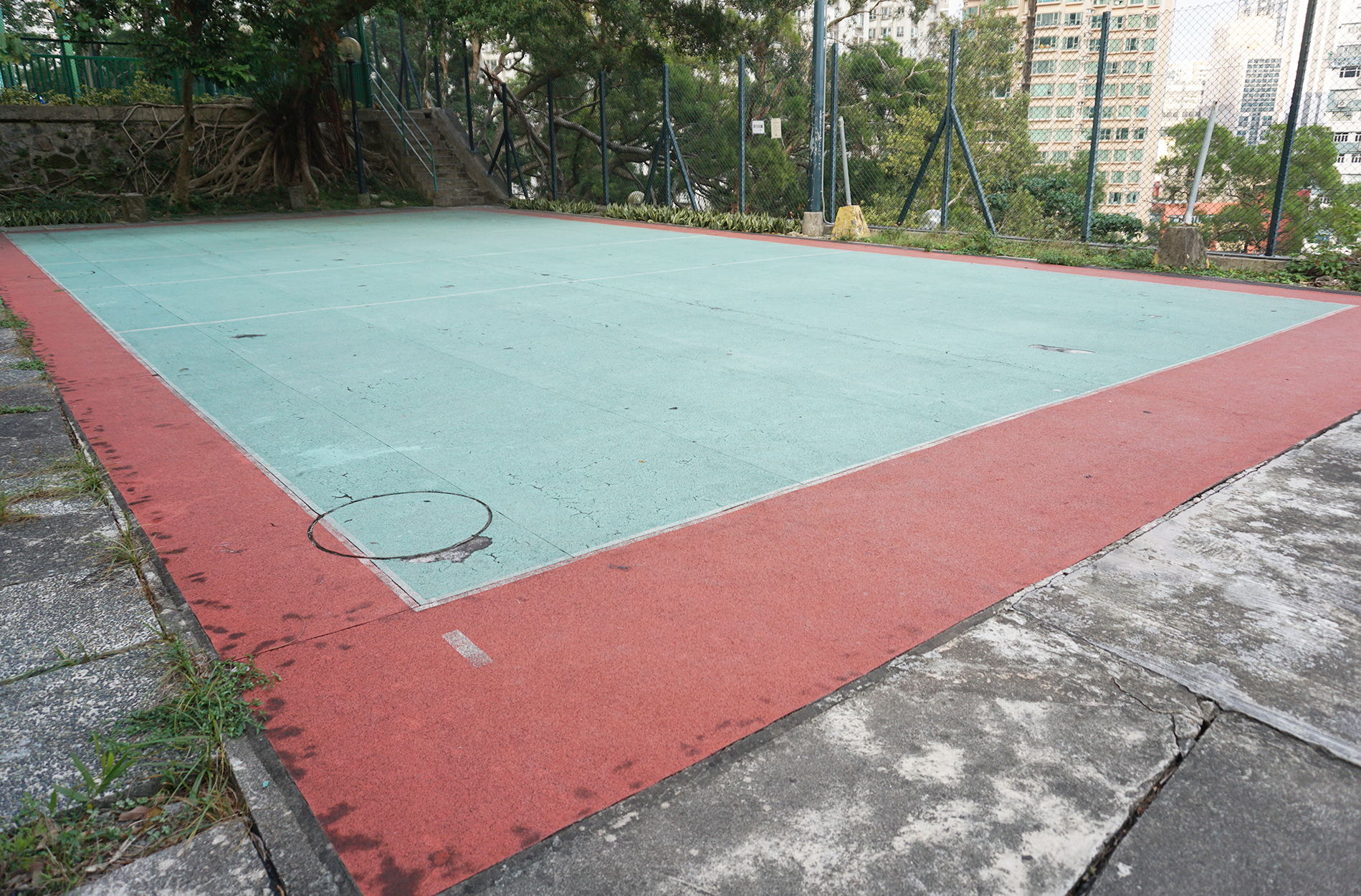
排球場

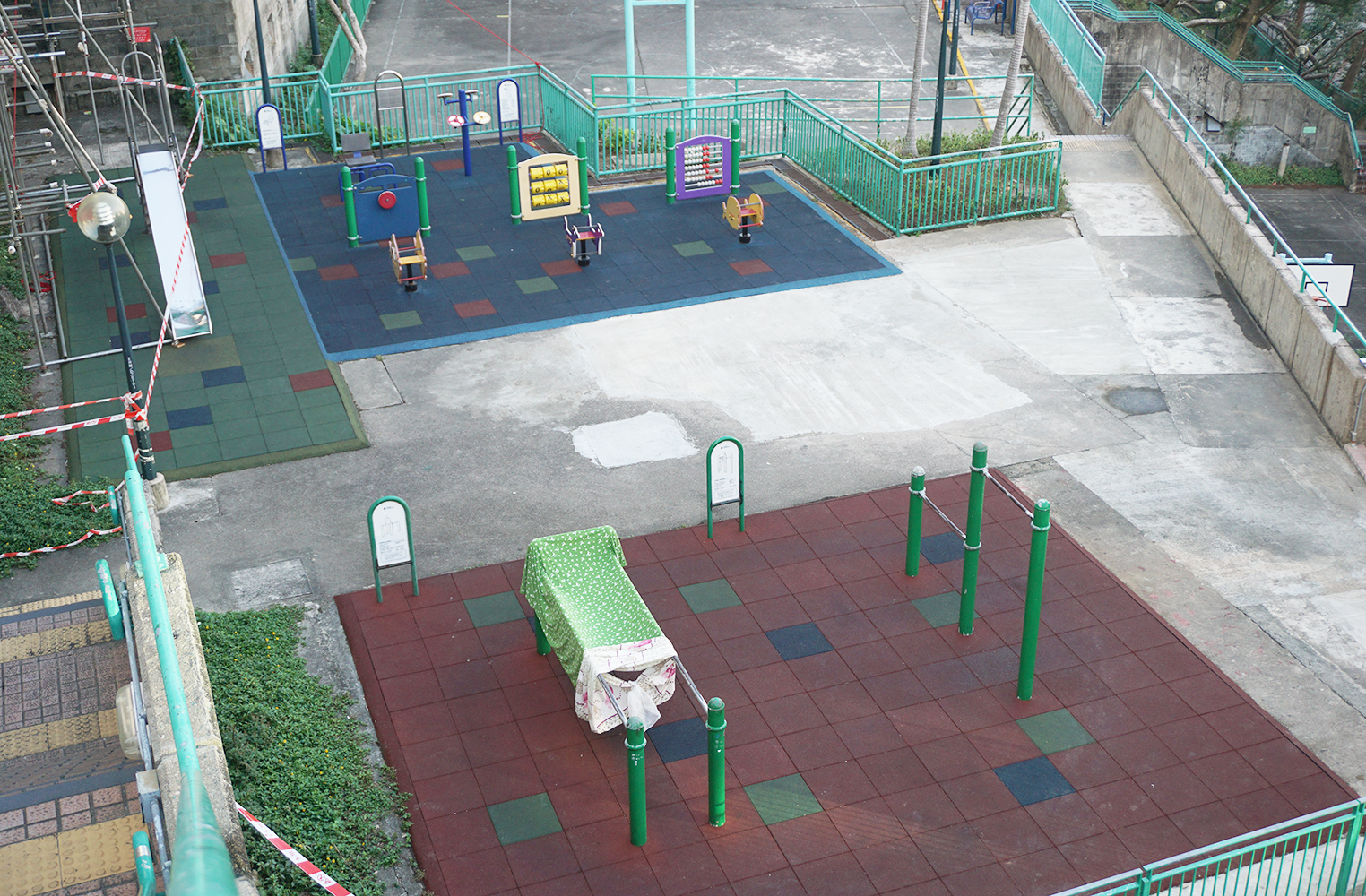
滑梯、彈簧椅及健體區（2）

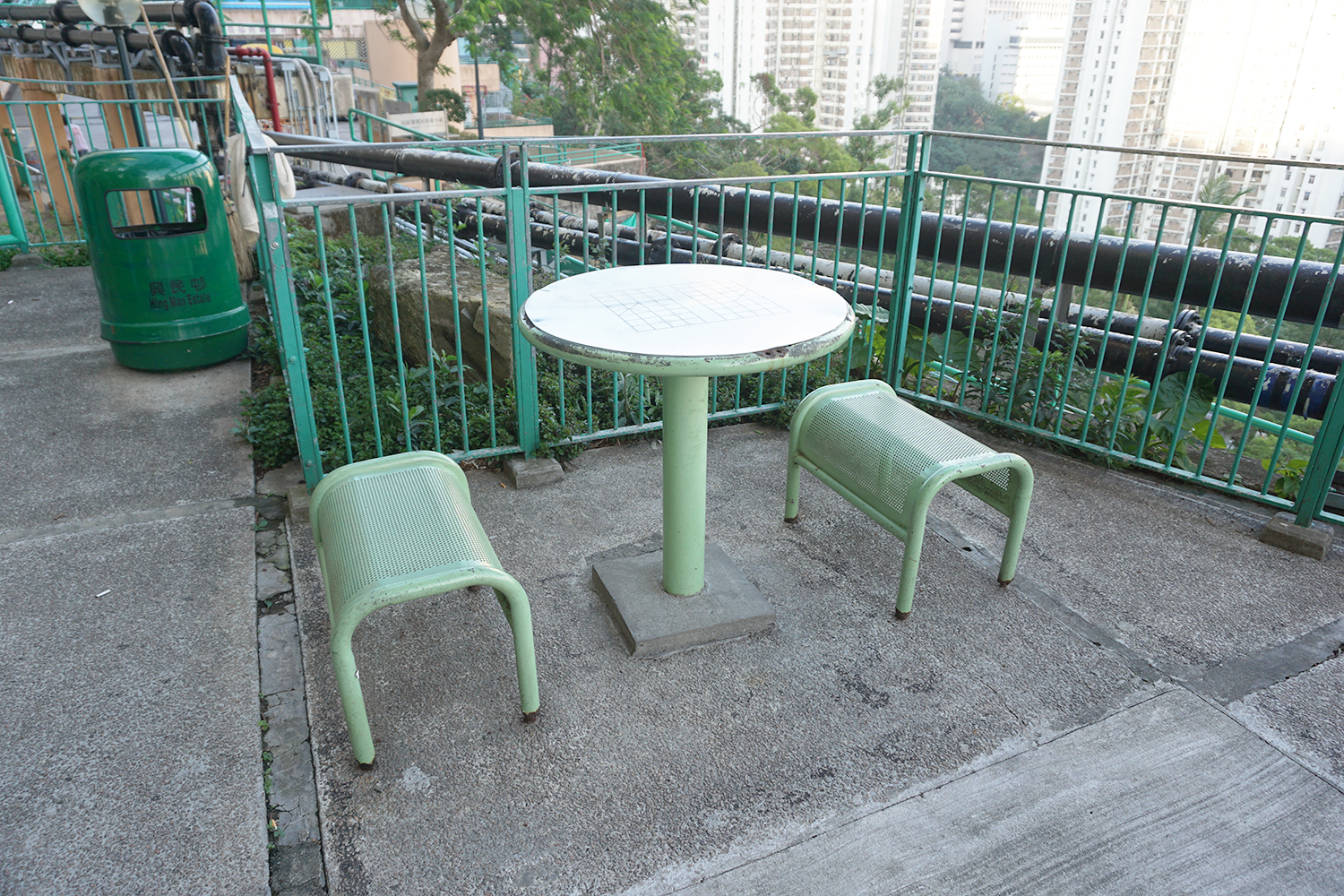
棋藝區

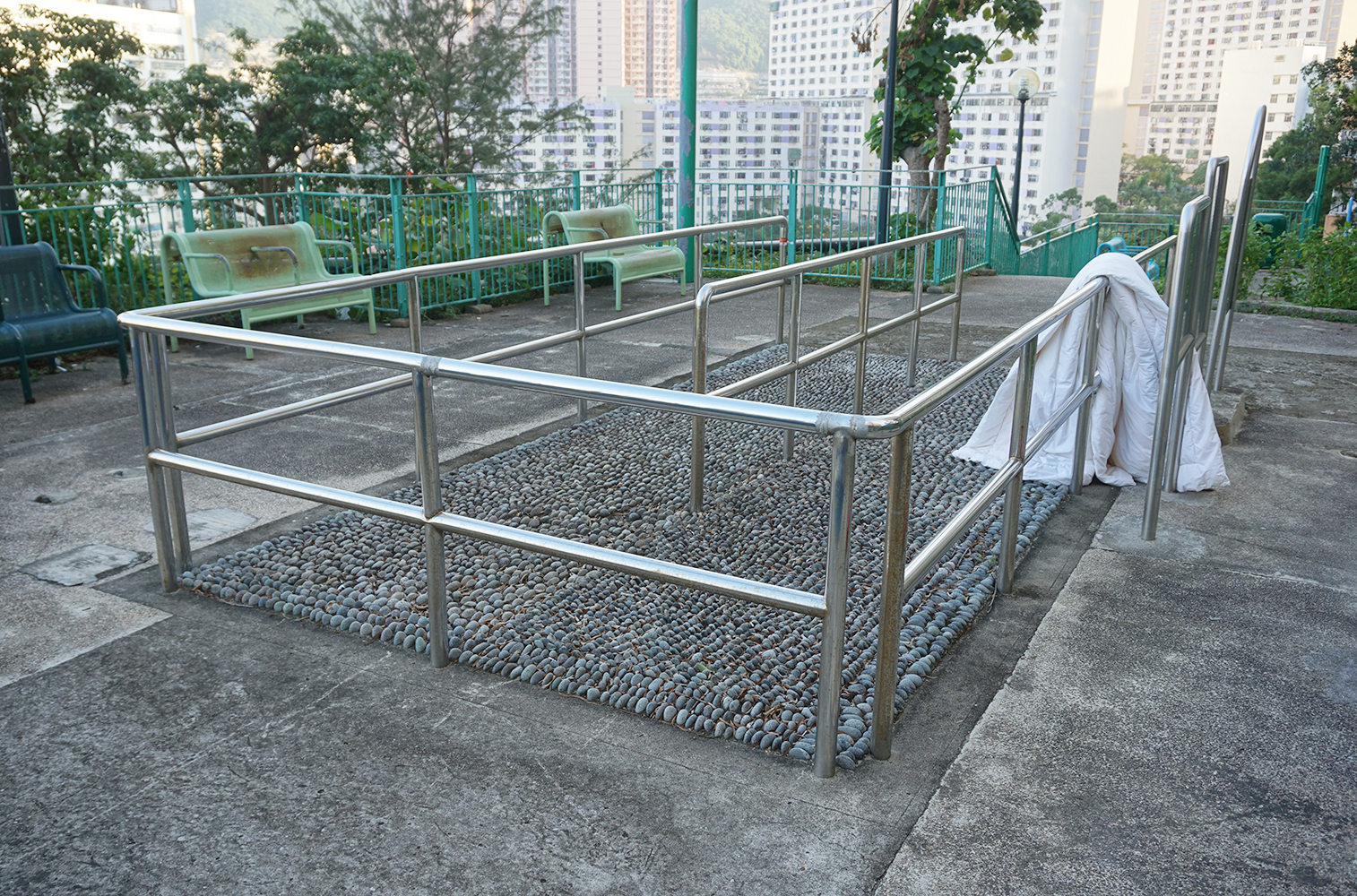
卵石路步行徑

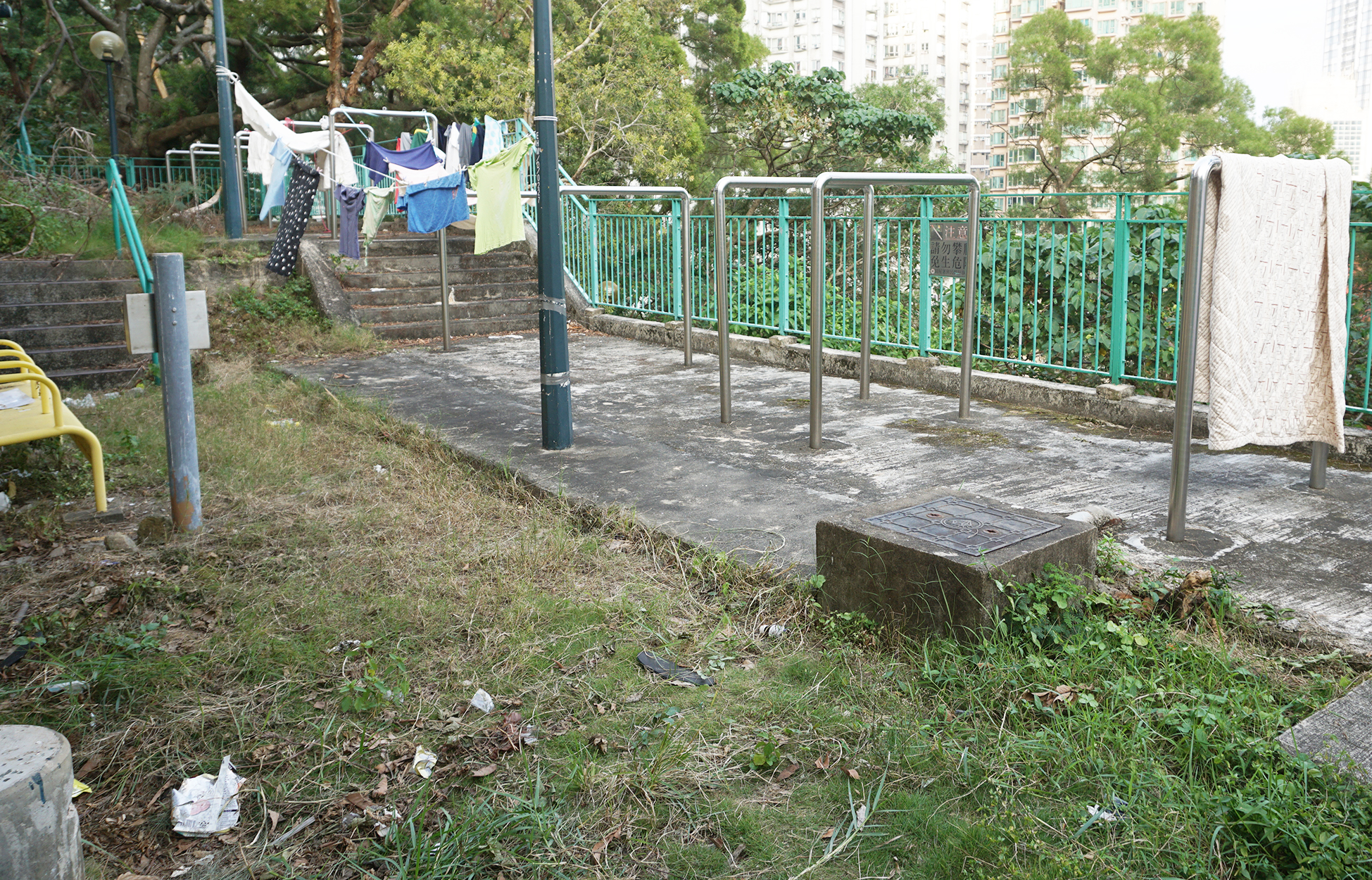
曬衣架

興民邨採用了一條有蓋行人通道，沿山坡貫通各座住宅大廈及商業設施，令行人易於進出，而屋邨內設有一座升降機塔，雖設兩部升降機可前往柴灣道，藉此解決地勢高低落差大的問題，但居民仍需沿柴灣道斜坡步行約25分鐘方可抵達柴灣地鐵站一帶，地理位置不便。有街坊表示半個月只去一次街市。
興民商場為樓高3層高購物商場，租戶包括百佳超級市場、7-11便利店、萬寧、香燭舖、牙科診所、補習學校、髮廊、藥房、洗衣店、麵包店、護老院和區議員辦事處，以及連鎖經營的茶餐廳。從前2樓設有茶樓，商場亦設街市。2005年，興民街市檔位陸續結業。2010年，興民酒樓不獲領展續租。結業後興民商場變得冷冷清清。商場在2016年2月被領展以2億元售予佛山順聯集團。
2016年年中，有商戶收到通知，須於2017年2月前交還店舖全面裝修，部份店主表明不會返回商場經營。裝修後商場的停車場、天台及高層天台作國際小學。但教育局未接獲學校註冊申請。
興民邨居民中，長者數目高達900名，居民擔心超級市場、便利店和萬寧結業後，日後要購物必須走超過15分鐘的斜路，恐怕為日常生活帶來煩惱，認為商場不應改為與社區無關的國際學校。
2017年，商場除百佳超級市場外全數結業。業主聘請威裕環球（BPS Global）為商場進行翻新工程。

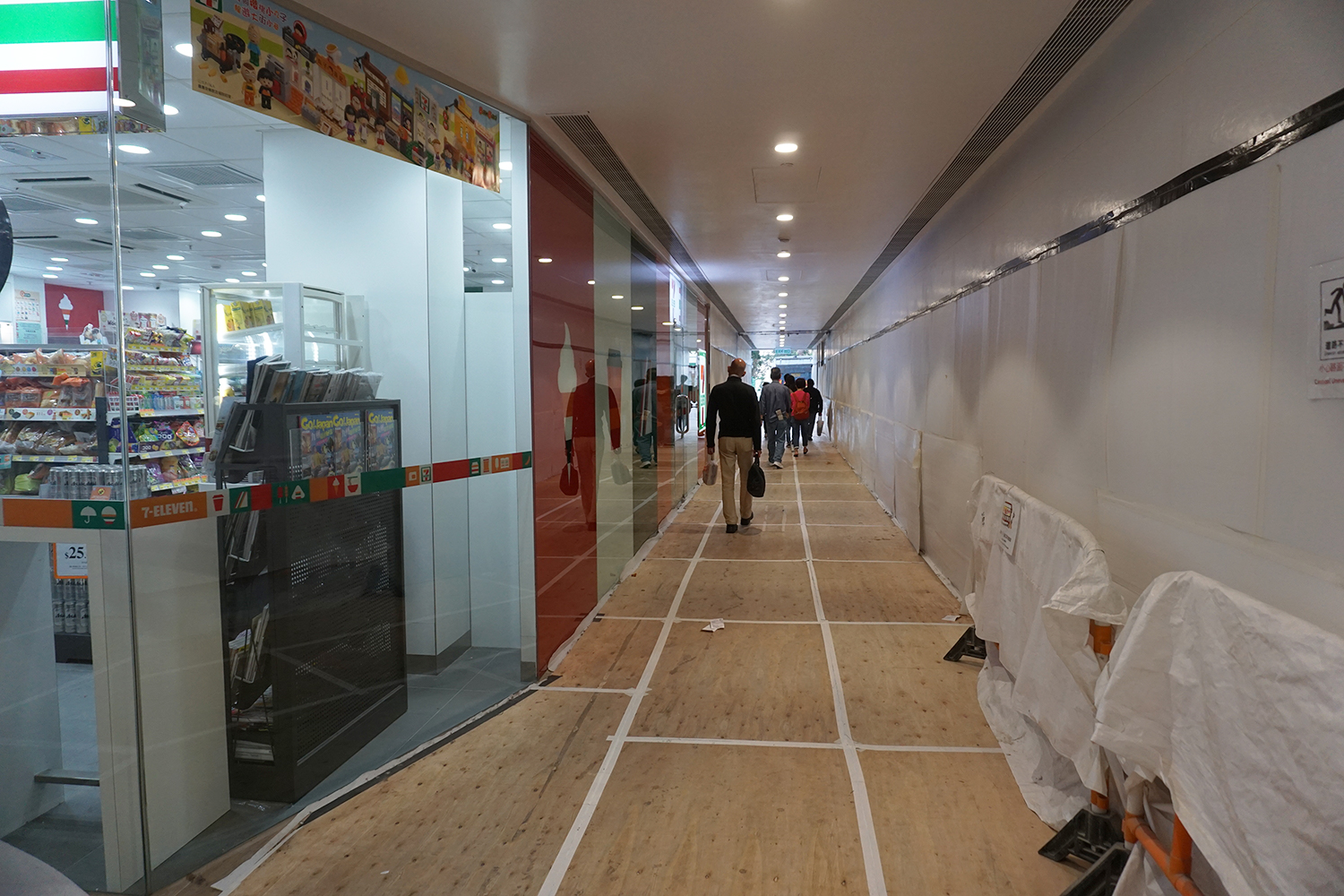
7-11便利店及翻新中舖位（2018年12月）
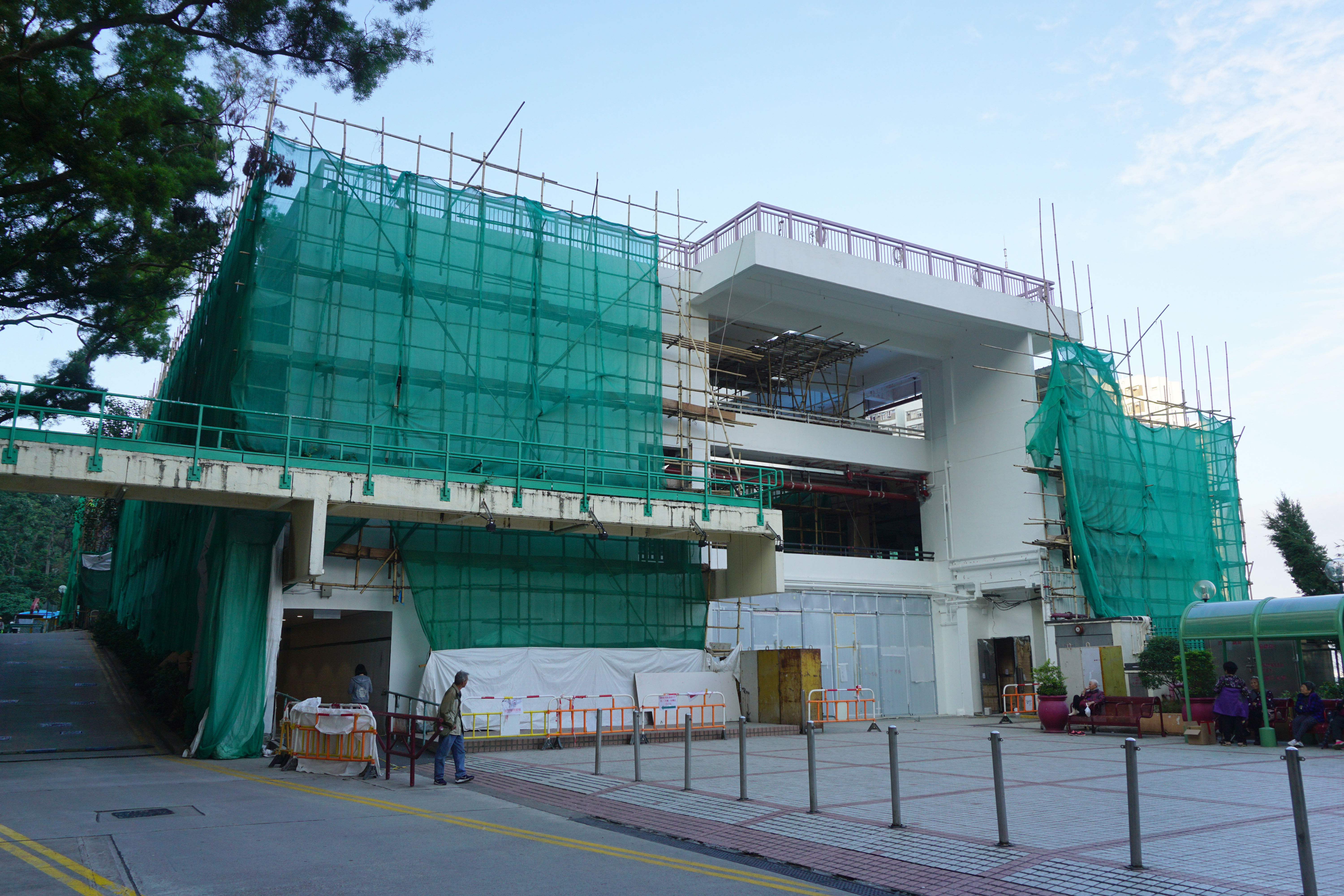
翻新中的興民商場（2018年12月）
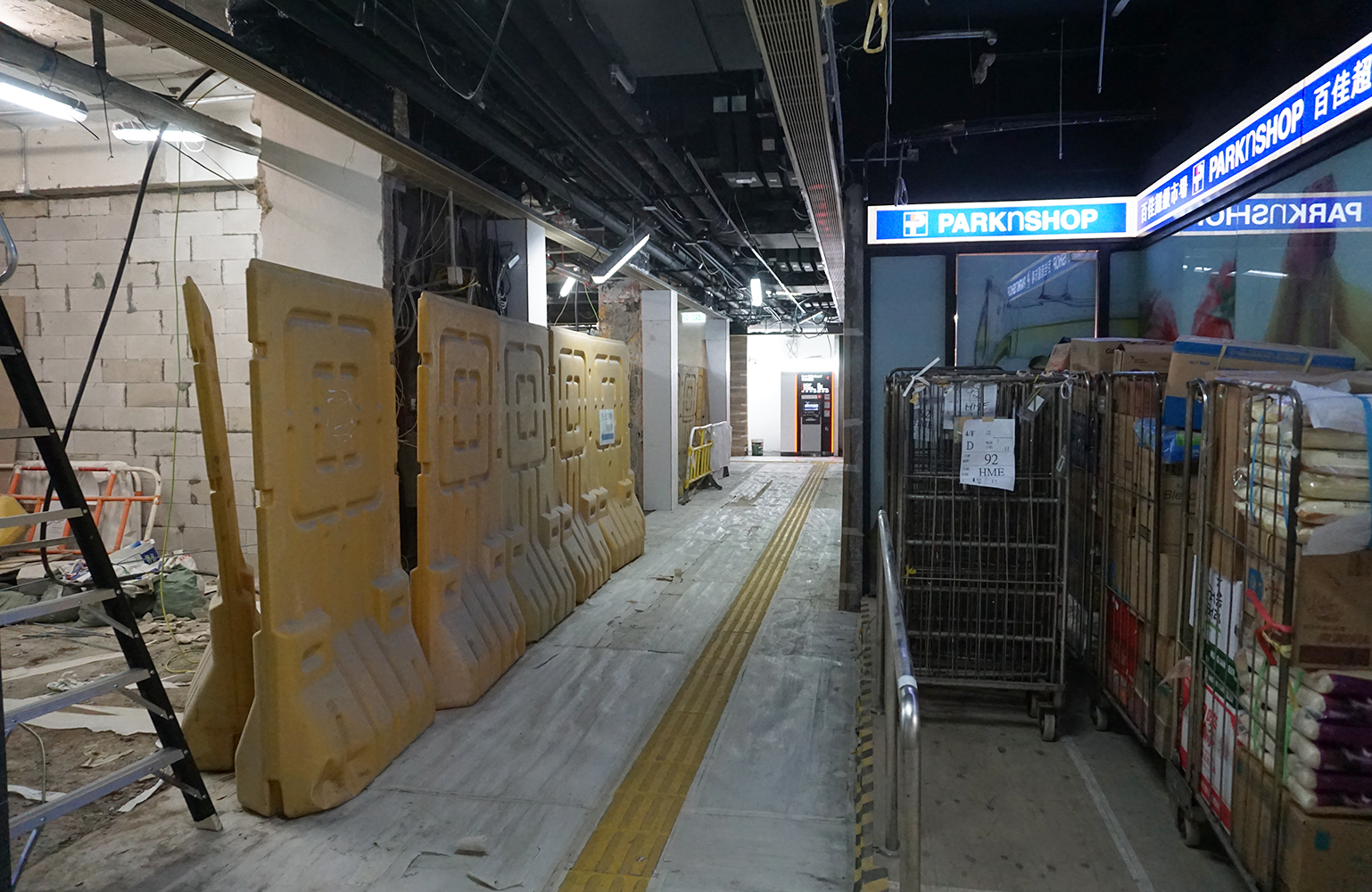
興民商場翻新中舖位（2018年12月）滙豐銀行櫃員機及百佳超市

2019年，新加坡國際學校茵維特（Invictus）以月租約160萬元洽租興民邨商場3.68萬方呎樓面，呎租43.5元。2020年11月，茵維特(香港)學校正式於興民商場開設中學部。

## 鄰近屋苑
- 興華邨
- 峰華邨
- 山翠苑

## 交通
興民邨小巴及巴士班次疏落，交通甚為不便。

## 軼聞
附近不少居民都將興民邨叫作「三支香」，因為從前的年代很少高樓大廈，如果在遠處望見興民邨，就像三支香燭插在山上，因而得名。

## 著名居民
- 李佳芯：香港藝人[12]
- 張錦輝：2017年港鐵縱火案嫌疑涉事者
- 謝妙儀：山民主義召集人，前東區區議會興民選區區議員。

## 事件

### 柴灣興民邨民澤樓兄妹血案
1988年6月23日民澤樓發生黑幫仇殺案，「福義興」黨員馮錦強因錢銀瓜葛，趁老大李錦源返鄕期間持械擅闖李宅（民澤樓3114室）對其兩名兒女進行血洗式報復，14歲男童李樹良遭滅口後，遺體被拖行到28樓樓梯間，復被石油氣罐砸破後腦；12歲女童李潔卿則身中7刀，最終兄妹一死一危，馮錦強犯案後翌日被捕，之後判處終身監禁。